# Go-Sanjō
Cesarz Go-Sanjō (jap. 後三条天皇 Go-Sanjō tennō; 1034–1073) – 71. cesarz Japonii, według tradycyjnego porządku dziedziczenia.
Go-Sanjō został intronizowany w roku 1068 i szybko okazało się, że będzie on jednym z najbardziej wpływowych władców i ważną figurą w epoce Heian. Gdy Fujiwara Yorimichi wyznaczył swojego młodszego brata, Fujiwara Norimichiego, na stanowisko kanclerza, nowy cesarz szybko sprzeciwił się tej nominacji i zapowiedział, że zamierza sprawować swoje rządy bezpośrednio.
Wkrótce po tym wydarzeniu Fujiwarowie zrozumieli, że rządy tego cesarza będą dla nich problematyczne. Nie mylili się. Go-Sanjō okazał się bowiem utalentowanym i ambitnym władcą i szybko rozpoczął wprowadzanie nowych reform, które miały w zamierzeniu doprowadzić do osłabienia wysokiej pozycji możnowładców, na czele z Fujiwarami.
Go-Sanjō był również odpowiedzialny za zapoczątkowanie nowej formy rządów zwanej Insei. Polega ona na rządach cesarzy, którzy abdykowali. Forma ta została wprowadzona jako równowaga dla potęgi rodów możnowładczych oraz dla ochrony interesów rodziny cesarskiej przez zbytnimi wpływami z zewnątrz. Cesarz, który abdykował zachowywał swoje wcześniejsze wpływy i potęgę, a poza tym nie musiał być dłużej podległy kodeksowi cesarskiemu, dzięki czemu miał większą swobodę w rządzeniu.
Mauzoleum cesarza Go-Sanjō znajduje się w Kioto. Nazywa się Yensō-ji no misasagi.